# Fromage à pâte pressée cuite
Cet article court présente un sujet plus développé dans : Fromage.

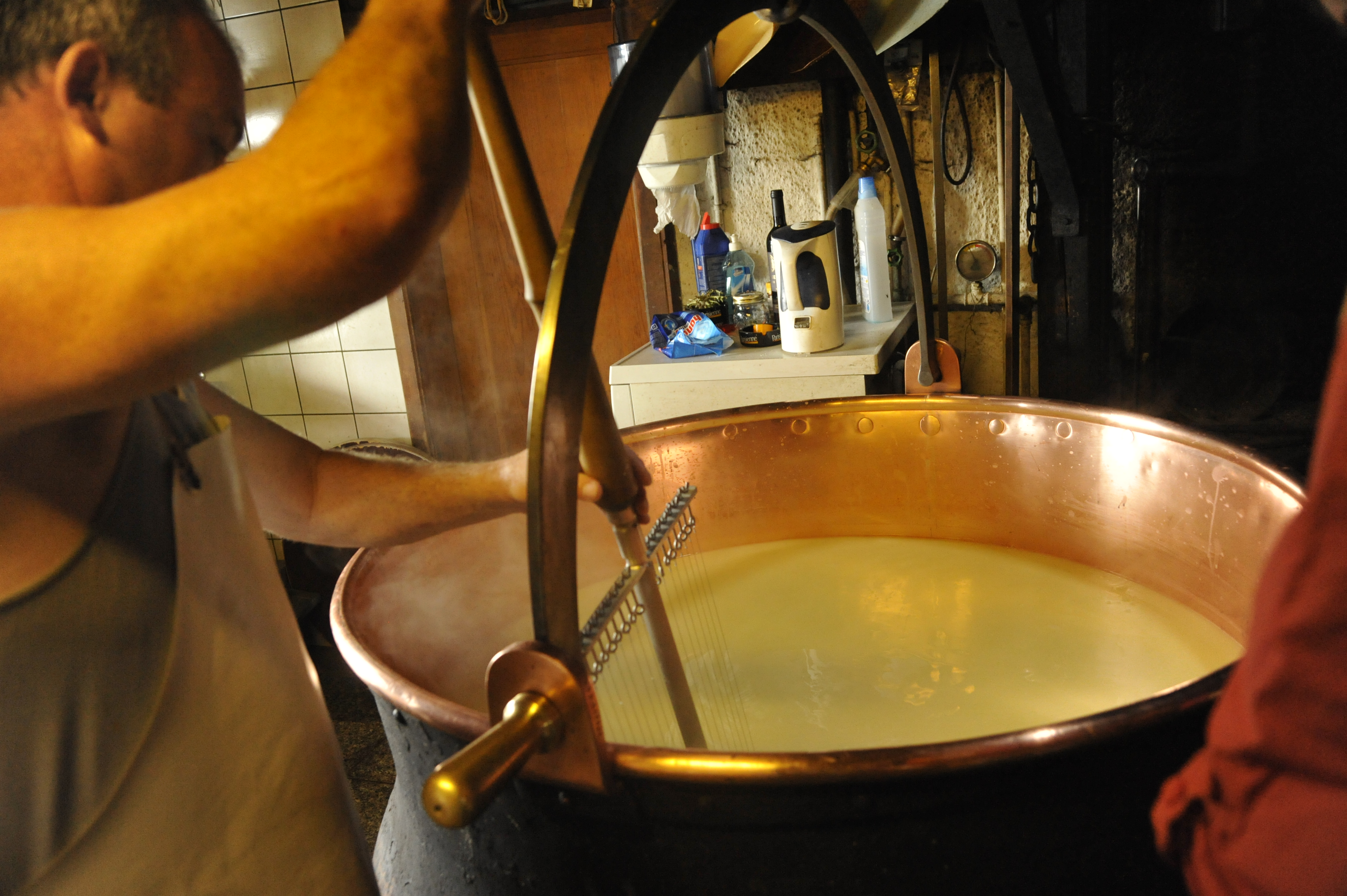
Elaboration du Gruyère d'alpage : décaillage au tranche-caillé.

Un fromage à pâte pressée cuite (le plus souvent « pâte dure » dans la terminologie anglo-saxonne), est un fromage pour lequel le caillé est chauffé à plus de 50 °C dans le sérum avant le moulage et le pressage.

## Processus d'élaboration

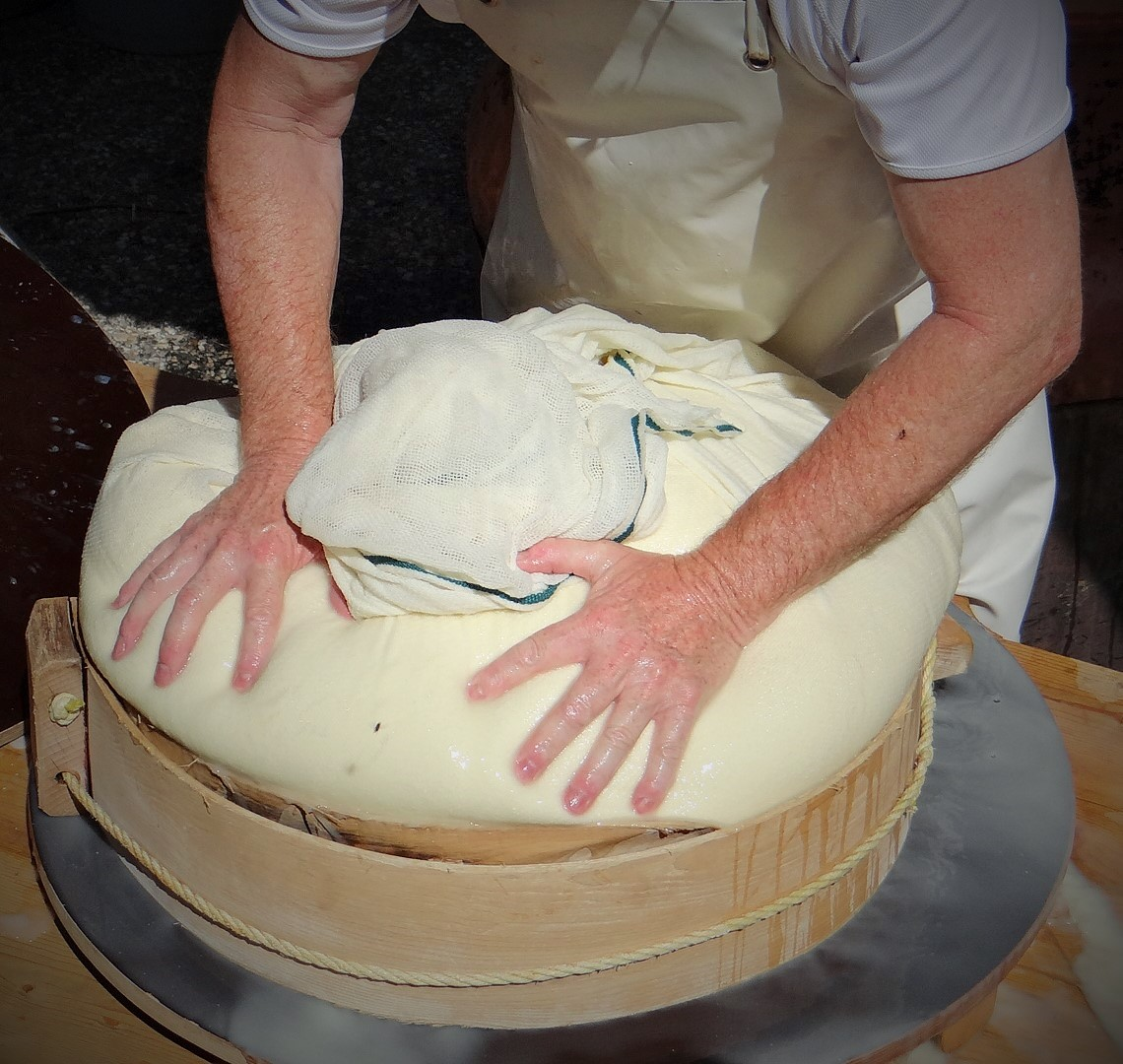
Moulage du Beaufort

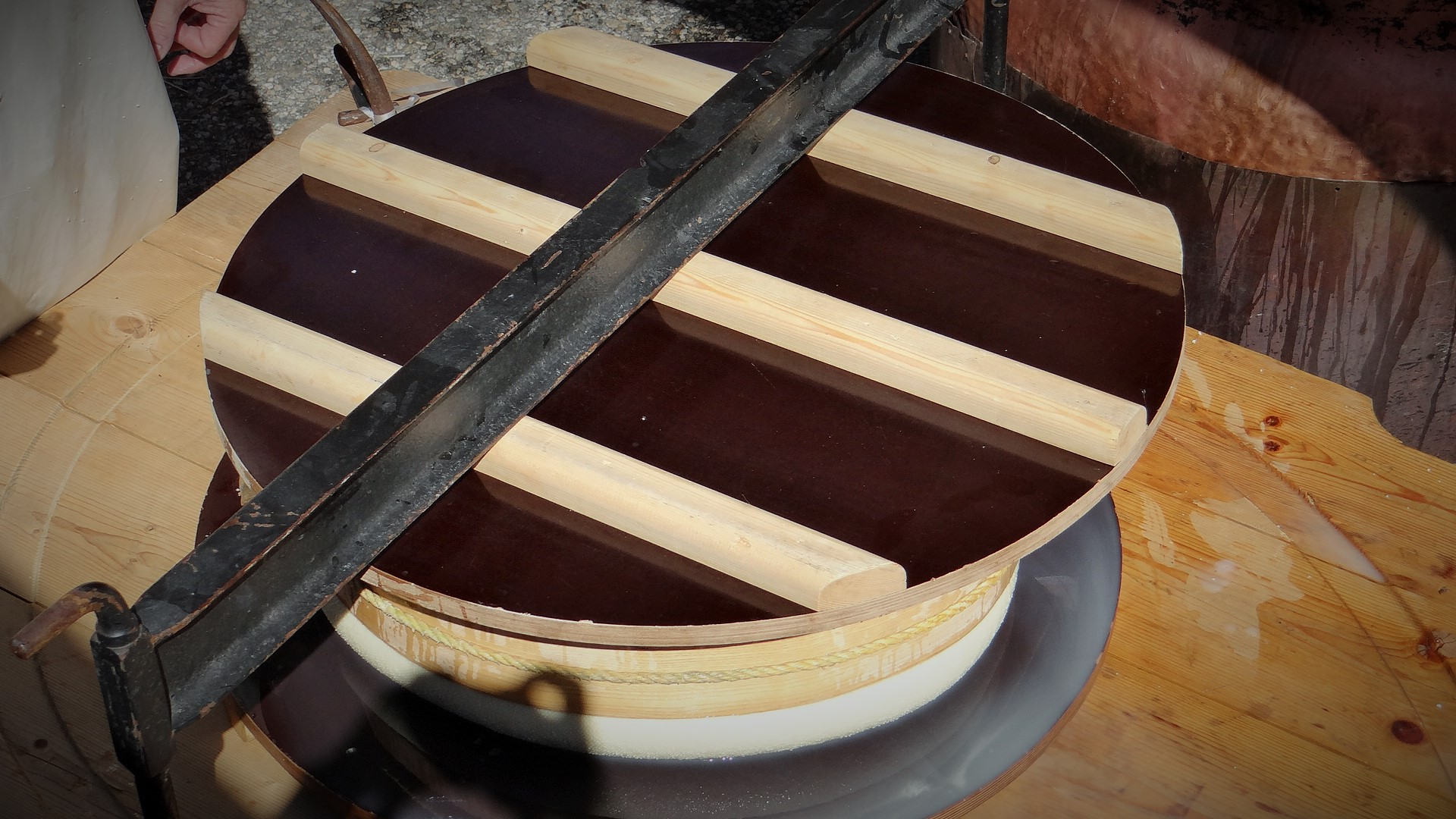
Pressage du Beaufort

Le terme « à pâte pressée » se dit d'un fromage dont le caillé est pressé au moment du moulage afin d'obtenir la meule, en éliminant le maximum de lactosérum, puis laissé à l'affinage.
La précision « cuite » veut dire que le caillé a subi un chauffage entre 50 et 60°C après son décaillage (également tranchage ou rompage).
L'affinage de ces fromages varie généralement de 3 mois (fromage dit « doux ») à 24 mois (fromage dit « vieux »).

## Aspect

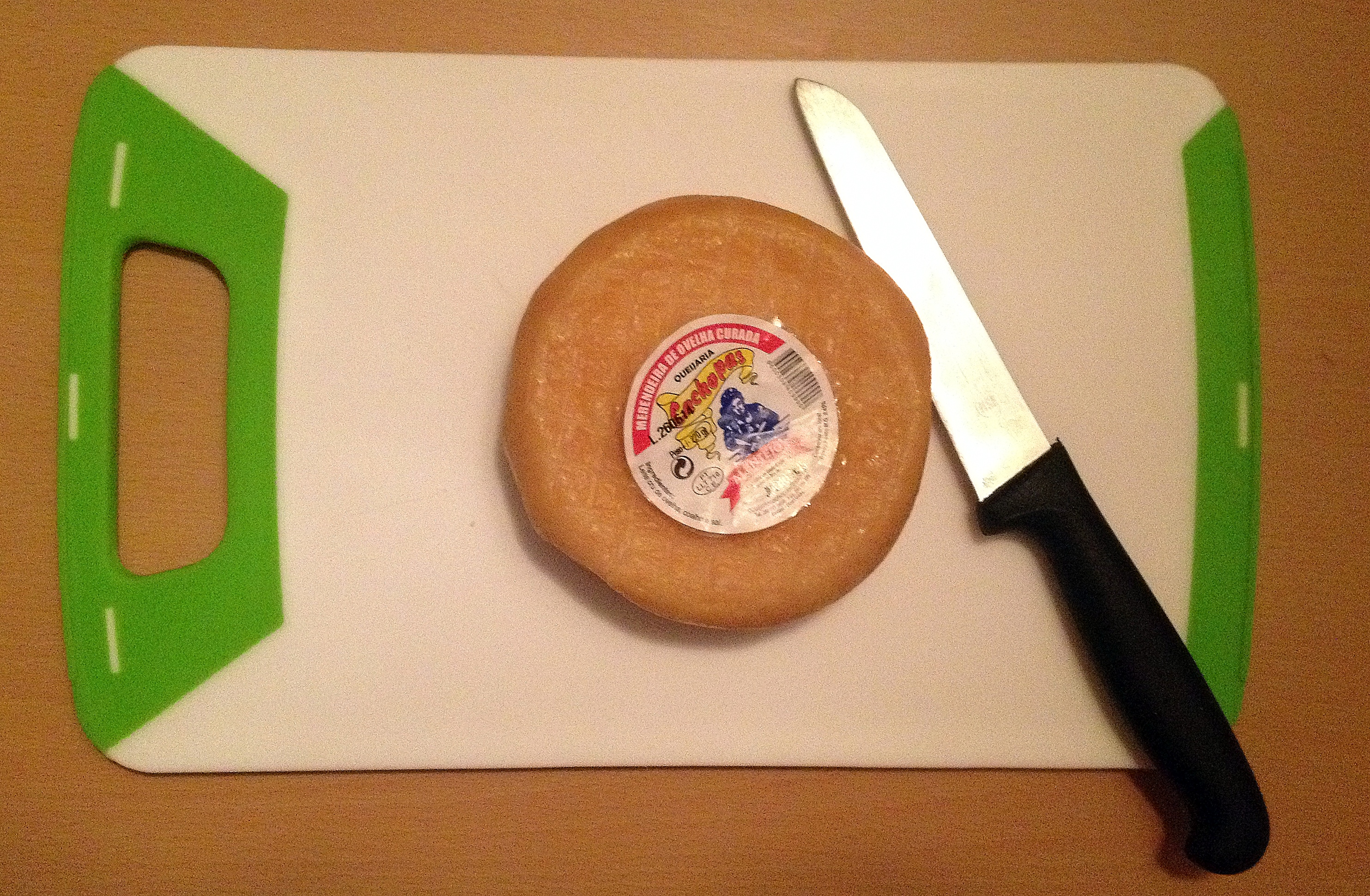
Évora, fromage de brebis portugais à pâte pressée cuite

Les fromages de ce type ont une croûte ferme ; ils sont relativement denses et ont une consistance ferme. Ils sont d'aspect généralement plus lisse que les fromages à pâte pressée non cuite tels le laguiole ou le cantal.

## Distinction
Le terme "à pâte ferme", proche de "à pâte dure", est réservé aux fromages à pâte pressée dont l'affinage est plus court, et qui n'ont pas ou peu de croûte : tommes, cheddar, édam, gouda, mimolette, morbier, saint-nectaire, saint-paulin...

## Liste d'appellations et de marques commerciales de fromages à pâte pressée cuite (à pâte dure), par pays de fabrication
Allemagne
- Allgäuer Emmentaler

 Belgique
- Ambiorix
- Beauvoorde
- Fagnar
- Oude Postel
- Passendale
- Sezoen
- Vieux Bruges
- Vieux Chimay
- Vieux Système

 Chine
- Chura, Tibet

 France
- Abondance, Haute-Savoie
- Aiguille d'Orcières (marque), Hautes-Alpes
- Beaufort, Savoie
- Comté, Jura, Doubs, est de l'Ain et de la Saône-et-Loire, et Challonges en Haute-Savoie
- Emmental français, tout le territoire, notamment Bretagne
- Emmental de Savoie, Savoie
- Emmental français est-central, Vosges, Jura, Haute-Savoie
- Gruyère français, pays de la Savoie et Franche-Comté
- Le Mousseron (marque), Jura
- Vercorais (marque), massif du Vercors, Isère

 Italie
- Asiago
- Friulano
- Grana Padano
- Parmesan ou Parmigiano
- Pecorino

 Norvège
- Brunost
- Jarlsberg

 Portugal
- Fromage d'Évora

 Canada
 Québec
- 1608
- Mont Saint-Benoît
- Oka
- Valbert

 Roumanie
- Șvaițer

 Suisse
- Appenzeller, Appenzell
- Berner Alpkäse, Oberland Bernois
- Chaux d'Abel, Jura bernois
- Emmental, Emmental
- Fricâlin, Fribourg
- Gruyère suisse, Fribourg et autres cantons
- Jura, Franches-Montagnes
- L'Arpitan, Fribourg
- L'Etivaz, Préalpes vaudoises
- Le Maréchal, Vaud
- Sbrinz, Suisse centrale